# Liste der Nummer-eins-Hits in den US-Dancecharts (2018)
Dies ist eine Liste der Nummer-eins-Hits in den US-Dancecharts im Jahr 2018. Die Platzierungen in den Hot Dance/Electronic Songs (Singles) sowie den Top Dance/Electronic Albums (Alben) werden wöchentlich von Billboard ermittelt.

## Singles
| ← 2017 ← | Liste der Nummer-eins-Hits in den US-Dancecharts | Liste der Nummer-eins-Hits in den US-Dancecharts | Liste der Nummer-eins-Hits in den US-Dancecharts | 2019 →                    |
| \| Zeitraum \| Wo. ges. \| Interpret \| Titel Autor(en) \| Zusätzliche Informationen \| \| (Zeitraum, Wochen auf Platz eins, Interpret, Titel, Autor[en], zusätzliche Informationen) \| \| \| \| \| \| ----------------------------------------------------------------------------------------- \| -------- \| ------------------------- \| --------------- \| ------------------------- \| \| 9. Dezember 2017 – 9. Februar 2018 9 Wochen (insgesamt 11) \| 11 \| Selena Gomez & Marshmello \| Wolves \| – \| \| 10. Februar 2018 – 28. September 2018 33 Wochen (insgesamt 33) \| 33 \| Zedd, Maren Morris & Grey \| The Middle \| – \| \| 29. September 2018 – 24. Januar 2020 17 Wochen (insgesamt 69) \| 69 \| Marshmello & Bastille \| Happier \| – \| |                                                  |                                                  |                                                  |                           |
| ← 2017 |                                                  |                                                  |                                                  | → 2019 →                  |
| Zeitraum | Wo. ges.                                         | Interpret                                        | Titel Autor(en)                                  | Zusätzliche Informationen |
| (Zeitraum, Wochen auf Platz eins, Interpret, Titel, Autor[en], zusätzliche Informationen) |                                                  |                                                  |                                                  |                           |
| 9. Dezember 2017 – 9. Februar 2018 9 Wochen (insgesamt 11) | 11                                               | Selena Gomez & Marshmello                        | Wolves                                           | –                         |
| 10. Februar 2018 – 28. September 2018 33 Wochen (insgesamt 33) | 33                                               | Zedd, Maren Morris & Grey                        | The Middle                                       | –                         |
| 29. September 2018 – 24. Januar 2020 17 Wochen (insgesamt 69) | 69                                               | Marshmello & Bastille                            | Happier                                          | –                         |

## Alben
| ← 2017 ← | Liste der Nummer-eins-Hits in den US-Dancecharts | Liste der Nummer-eins-Hits in den US-Dancecharts | Liste der Nummer-eins-Hits in den US-Dancecharts | 2019 →                    |
| \| Zeitraum \| Wo. ges. \| Interpret \| Titel Autor(en) \| Zusätzliche Informationen \| \| (Zeitraum, Wochen auf Platz eins, Interpret, Titel, Autor[en], zusätzliche Informationen) \| \| \| \| \| \| ----------------------------------------------------------------------------------------- \| -------- \| ----------------- \| -------------------- \| ------------------------- \| \| 23. Dezember 2017 – 9. Februar 2018 7 Wochen (insgesamt 46) \| 46 \| The Chainsmokers \| Memories…Do Not Open \| – \| \| 10. Februar 2018 – 16. Februar 2018 1 Woche (insgesamt 1) \| 1 \| Above & Beyond \| Common Ground \| – \| \| 17. Februar 2018 – 20. April 2018 9 Wochen (insgesamt 46) \| 46 \| The Chainsmokers \| Memories…Do Not Open \| – \| \| 21. April 2018 – 27. April 2018 1 Woche (insgesamt 1) \| 1 \| Alison Wonderland \| Awake \| – \| \| 28. April 2018 – 4. Mai 2018 1 Woche (insgesamt 46) \| 46 \| The Chainsmokers \| Memories…Do Not Open \| – \| \| 5. Mai 2018 – 18. Mai 2018 2 Wochen (insgesamt 8) \| 8 \| Avicii \| True \| – \| \| 19. Mai 2018 – 25. Mai 2018 1 Woche (insgesamt 1) \| 1 \| The Glitch Mob \| See Without Eyes \| – \| \| 26. Mai 2018 – 29. Juni 2018 5 Wochen (insgesamt 46) \| 46 \| The Chainsmokers \| Memories…Do Not Open \| – \| \| 30. Juni 2018 – 6. Juli 2018 1 Woche (insgesamt 1) \| 1 \| Chromeo \| Head Over Heels \| – \| \| 7. Juli 2018 – 13. Juli 2018 1 Woche (insgesamt 1) \| 1 \| Marshmello \| Joytime II \| – \| \| 14. Juli 2018 – 20. Juli 2018 1 Woche (insgesamt 46) \| 46 \| The Chainsmokers \| Memories…Do Not Open \| – \| \| 21. Juli 2018 – 27. Juli 2018 1 Woche (insgesamt 1) \| 1 \| Years & Years \| Palo Santo \| – \| \| 28. Juli 2018 – 10. August 2018 2 Wochen (insgesamt 46) \| 46 \| The Chainsmokers \| Memories…Do Not Open \| – \| \| 11. August 2018 – 17. August 2018 1 Woche (insgesamt 1) \| 1 \| RL Grime \| Nova \| – \| \| 18. August 2018 – 28. September 2018 6 Wochen (insgesamt 46) \| 46 \| The Chainsmokers \| Memories…Do Not Open \| – \| \| 29. September 2018 – 5. Oktober 2018 1 Woche (insgesamt 1) \| 1 \| David Guetta \| 7 \| – \| \| 6. Oktober 2018 – 2. November 2018 4 Wochen (insgesamt 14) \| 14 \| The Chainsmokers \| Sick Boy \| – \| \| 3. November 2018 – 9. November 2018 1 Woche (insgesamt 145) \| 145 \| Lady Gaga \| The Fame \| – \| \| 10. November 2018 – 16. November 2018 1 Woche (insgesamt 1) \| 1 \| Robyn \| Honey \| – \| \| 17. November 2018 – 23. November 2018 1 Woche (insgesamt 14) \| 14 \| The Chainsmokers \| Sick Boy \| – \| \| 24. November 2018 – 30. November 2018 1 Woche (insgesamt 1) \| 1 \| Steve Aoki \| Neon Future III \| – \| \| 1. Dezember 2018 – 14. Dezember 2018 2 Wochen (insgesamt 14) \| 14 \| The Chainsmokers \| Sick Boy \| – \| \| 15. Dezember 2018 – 21. Dezember 2018 1 Woche (insgesamt 1) \| 1 \| Clean Bandit \| What is Love? \| – \| \| 22. Dezember 2018 – 1. Februar 2019 6 Wochen (insgesamt 14) \| 14 \| The Chainsmokers \| Sick Boy \| – \| |                                                  |                                                  |                                                  |                           |
| ← 2017 |                                                  |                                                  |                                                  | → 2019 →                  |
| Zeitraum | Wo. ges.                                         | Interpret                                        | Titel Autor(en)                                  | Zusätzliche Informationen |
| (Zeitraum, Wochen auf Platz eins, Interpret, Titel, Autor[en], zusätzliche Informationen) |                                                  |                                                  |                                                  |                           |
| 23. Dezember 2017 – 9. Februar 2018 7 Wochen (insgesamt 46) | 46                                               | The Chainsmokers                                 | Memories…Do Not Open                             | –                         |
| 10. Februar 2018 – 16. Februar 2018 1 Woche (insgesamt 1) | 1                                                | Above & Beyond                                   | Common Ground                                    | –                         |
| 17. Februar 2018 – 20. April 2018 9 Wochen (insgesamt 46) | 46                                               | The Chainsmokers                                 | Memories…Do Not Open                             | –                         |
| 21. April 2018 – 27. April 2018 1 Woche (insgesamt 1) | 1                                                | Alison Wonderland                                | Awake                                            | –                         |
| 28. April 2018 – 4. Mai 2018 1 Woche (insgesamt 46) | 46                                               | The Chainsmokers                                 | Memories…Do Not Open                             | –                         |
| 5. Mai 2018 – 18. Mai 2018 2 Wochen (insgesamt 8) | 8                                                | Avicii                                           | True                                             | –                         |
| 19. Mai 2018 – 25. Mai 2018 1 Woche (insgesamt 1) | 1                                                | The Glitch Mob                                   | See Without Eyes                                 | –                         |
| 26. Mai 2018 – 29. Juni 2018 5 Wochen (insgesamt 46) | 46                                               | The Chainsmokers                                 | Memories…Do Not Open                             | –                         |
| 30. Juni 2018 – 6. Juli 2018 1 Woche (insgesamt 1) | 1                                                | Chromeo                                          | Head Over Heels                                  | –                         |
| 7. Juli 2018 – 13. Juli 2018 1 Woche (insgesamt 1) | 1                                                | Marshmello                                       | Joytime II                                       | –                         |
| 14. Juli 2018 – 20. Juli 2018 1 Woche (insgesamt 46) | 46                                               | The Chainsmokers                                 | Memories…Do Not Open                             | –                         |
| 21. Juli 2018 – 27. Juli 2018 1 Woche (insgesamt 1) | 1                                                | Years & Years                                    | Palo Santo                                       | –                         |
| 28. Juli 2018 – 10. August 2018 2 Wochen (insgesamt 46) | 46                                               | The Chainsmokers                                 | Memories…Do Not Open                             | –                         |
| 11. August 2018 – 17. August 2018 1 Woche (insgesamt 1) | 1                                                | RL Grime                                         | Nova                                             | –                         |
| 18. August 2018 – 28. September 2018 6 Wochen (insgesamt 46) | 46                                               | The Chainsmokers                                 | Memories…Do Not Open                             | –                         |
| 29. September 2018 – 5. Oktober 2018 1 Woche (insgesamt 1) | 1                                                | David Guetta                                     | 7                                                | –                         |
| 6. Oktober 2018 – 2. November 2018 4 Wochen (insgesamt 14) | 14                                               | The Chainsmokers                                 | Sick Boy                                         | –                         |
| 3. November 2018 – 9. November 2018 1 Woche (insgesamt 145) | 145                                              | Lady Gaga                                        | The Fame                                         | –                         |
| 10. November 2018 – 16. November 2018 1 Woche (insgesamt 1) | 1                                                | Robyn                                            | Honey                                            | –                         |
| 17. November 2018 – 23. November 2018 1 Woche (insgesamt 14) | 14                                               | The Chainsmokers                                 | Sick Boy                                         | –                         |
| 24. November 2018 – 30. November 2018 1 Woche (insgesamt 1) | 1                                                | Steve Aoki                                       | Neon Future III                                  | –                         |
| 1. Dezember 2018 – 14. Dezember 2018 2 Wochen (insgesamt 14) | 14                                               | The Chainsmokers                                 | Sick Boy                                         | –                         |
| 15. Dezember 2018 – 21. Dezember 2018 1 Woche (insgesamt 1) | 1                                                | Clean Bandit                                     | What is Love?                                    | –                         |
| 22. Dezember 2018 – 1. Februar 2019 6 Wochen (insgesamt 14) | 14                                               | The Chainsmokers                                 | Sick Boy                                         | –                         |